# Saison 1974-1975 du FC Nantes
Chronologie
Saison précédente Saison suivante
La saison 1974-1975 du FC Nantes est la 32e saison de l'histoire du club nantais. Le club est engagé dans trois compétitions : la Division 1 (12e participation), la Coupe de France (32e participation) et la Coupe UEFA (2e participation).

## Effectif et encadrement

### Tableau des transferts
| Nom                 | Nationalité | Poste     | Modalités | Provenance/Destination  | Division                       |
| ------------------- | ----------- | --------- | --------- | ----------------------- | ------------------------------ |
| Arrivées            |             |           |           |                         |                                |
| Denis Mérigot       | France      | Défenseur |           | FC Nantes rés.          | Division 3 - Centre-Ouest (D3) |
| Thierry Tusseau     | France      | Défenseur |           | FC Nantes rés.          | Division 3 - Centre-Ouest (D3) |
| Jacques Le Bourgocq | France      | Milieu    |           | FC Nantes rés.          | Division 3 - Centre-Ouest (D3) |
| Oscar Muller        | France      | Milieu    |           | FC Nantes rés.          | Division 3 - Centre-Ouest (D3) |
| Omar Sahnoun        | France      | Milieu    |           | FC Nantes rés.          | Division 3 - Centre-Ouest (D3) |
| Marcel Aurélia      | France      | Attaquant |           | AS New Club Petit-Bourg | Martinique                     |
| Bruno Baronchelli   | France      | Attaquant |           | FC Nantes rés.          | Division 3 - Centre-Ouest (D3) |
| Georges Martinez    | France      | Attaquant |           | FC Nantes rés.          | Division 3 - Centre-Ouest (D3) |
| Éric Pécout         | France      | Attaquant |           | FC Nantes rés.          | Division 3 - Centre-Ouest (D3) |
| Départs             |             |           |           |                         |                                |
| Bernard Gardon      | France      | Défenseur |           | Lille OSC               | Division 1 (D1)                |
| Gilles Morinière    | France      | Défenseur |           | FC Tours                | Division 2 - B (D2)            |
| Claude Arribas      | France      | Milieu    |           | Girondins de Bordeaux   | Division 1 (D1)                |
| Bernard Blanchet    | France      | Attaquant |           | Stade lavallois         | Division 2 - A (D2)            |

| Nom            | Nationalité | Poste     | Modalités | Provenance/Destination | Division         |
| -------------- | ----------- | --------- | --------- | ---------------------- | ---------------- |
| Arrivées       |             |           |           |                        |                  |
| Robert Gadocha | Pologne     | Attaquant | (janvier) | Legia Varsovie         | Ekstraklasa (D1) |
| Départs        |             |           |           |                        |                  |
| Hugo Curioni   | Argentine   | Attaquant | (janvier) | FC Metz                | Division 1 (D1)  |

## Matchs de la saison

### Division 1
| Date              | Journée | Adversaire               | Lieu | Score | Buteurs du FC Nantes                              | Class. | Affluence |
| ----------------- | ------- | ------------------------ | ---- | ----- | ------------------------------------------------- | ------ | --------- |
| 2 août 1974       | J01     | FC Girondins de Bordeaux | Ext. | 1 - 2 | Gallice 69e (csc)                                 |        | 11.163    |
| 9 août 1974       | J02     | Nîmes Olympique          | Dom. | 0 - 1 | -                                                 |        | 13.264    |
| 13 août 1974      | J03     | AS Monaco FC             | Ext. | 3 - 1 | Maas 58e, Curioni 75e 84e                         |        | 4.329     |
| 16 août 1974      | J04     | Red Star FC              | Ext. | 4 - 4 | Pech 2e, Maas 35e, Curioni 82e 84e                |        | 12.000    |
| 23 août 1974      | J05     | AS Saint-Étienne         | Dom. | 2 - 1 | Rampillon 6e, Bargas 77e                          |        | 19.306    |
| 27 août 1974      | J06     | RP Strasbourg-Meinau     | Ext. | 0 - 2 | -                                                 |        | 15.019    |
| 2 septembre 1974  | J07     | FC Sochaux-Montbéliard   | Dom. | 1 - 0 | Curioni 40e                                       |        | 9.490     |
| 13 septembre 1974 | J08     | FC Metz                  | Ext. | 0 - 4 | -                                                 |        | 14.123    |
| 24 septembre 1974 | J09     | Stade rennais FC         | Dom. | 1 - 1 | Rampillon 26e                                     |        | 11.919    |
| 27 septembre 1974 | J10     | Paris Saint-Germain FC   | Ext. | 3 - 2 | Curioni 17e 25e, Michel 63e                       |        | 21.743    |
| 5 octobre 1974    | J11     | Stade de Reims           | Dom. | 0 - 1 | -                                                 |        | 18.169    |
| 18 octobre 1974   | J12     | Angers SCO               | Ext. | 0 - 0 | -                                                 |        | 6.804     |
| 26 octobre 1974   | J13     | Lille OSC                | Dom. | 1 - 0 | Mérigot 68e                                       |        | 9.171     |
| 29 octobre 1974   | J14     | Olympique lyonnais       | Ext. | 1 - 1 | Mérigot 55e                                       |        | 9.543     |
| 1er novembre 1974 | J15     | SEC Bastia               | Dom. | 0 - 0 | -                                                 |        | 20.617    |
| 9 novembre 1974   | J16     | Troyes AF                | Ext. | 0 - 0 | -                                                 |        | 7.653     |
| 20 novembre 1974  | J17     | Olympique de Marseille   | Dom. | 2 - 0 | Curioni 16e, Michel 83e                           |        | 18.553    |
| 23 novembre 1974  | J18     | RC Lens                  | Ext. | 2 - 2 | Marcos 73e, Curioni 82e                           |        | 15.337    |
| 1er décembre 1974 | J19     | OGC Nice                 | Dom. | 2 - 0 | Michel 28e, Curioni 43e                           |        | 12.647    |
| 8 décembre 1974   | J20     | Nîmes Olympique          | Ext. | 2 - 0 | Kabile 52e (csc), Amisse 79e                      |        | 7.598     |
| 15 décembre 1974  | J21     | AS Monaco FC             | Dom. | 4 - 2 | Amisse 54e, Michel 58e, Marcos 66e, Rampillon 90e |        | 15.406    |
| 22 décembre 1974  | J22     | Red Star FC              | Dom. | 0 - 0 | -                                                 |        | 12.436    |
| 12 janvier 1975   | J23     | AS Saint-Étienne         | Ext. | 0 - 2 | -                                                 |        | 19.448    |
| 19 janvier 1975   | J24     | RP Strasbourg-Meinau     | Dom. | 3 - 1 | Rampillon 10e, Michel 15e, Amisse 42e             |        | 10.686    |
| 26 janvier 1975   | J25     | FC Sochaux-Montbéliard   | Ext. | 1 - 0 | Michel 43e                                        |        | 6.025     |
| 16 février 1975   | J27     | Stade rennais FC         | Ext. | 0 - 0 | -                                                 |        | 17.034    |
| 23 février 1975   | J28     | Paris Saint-Germain FC   | Dom. | 0 - 0 | -                                                 |        | 10.367    |
| 12 mars 1975      | J29     | Stade de Reims           | Ext. | 1 - 2 | Simon 27e (csc)                                   |        | 8.894     |
| 15 mars 1975      | J30     | Angers SCO               | Dom. | 1 - 0 | Mérigot 63e                                       |        | 11.833    |
| 20 mars 1975      | J31     | Lille OSC                | Ext. | 0 - 3 | -                                                 |        | 10.253    |
| 1er avril 1975    | J32     | Olympique lyonnais       | Dom. | 3 - 1 | Gadocha 43e 87e, Michel 53e                       |        | 18.639    |
| 5 avril 1975      | J33     | SEC Bastia               | Ext. | 0 - 1 | -                                                 |        | 4.824     |
| 19 avril 1975     | J34     | Troyes AF                | Dom. | 4 - 1 | Rampillon 37e 59e, Rio 47e, Pécout 74e            |        | 11.436    |
| 30 avril 1975     | J35     | Olympique de Marseille   | Ext. | 1 - 2 | Gadocha 77e                                       |        | 19.477    |
| 3 mai 1975        | J36     | RC Lens                  | Dom. | 2 - 1 | Rampillon 39e, Pécout 71e                         |        | 13.873    |
| 16 mai 1975       | J26     | FC Metz                  | Dom. | 0 - 2 | -                                                 |        | 15.000    |
| 30 mai 1975       | J37     | OGC Nice                 | Ext. | 2 - 2 | Pécout 1re, Michel 42e                            |        | 7.068     |
| 3 juin 1975       | J38     | FC Girondins de Bordeaux | Dom. | 3 - 0 | Goubet 17e (csc), Sahnoun 22e 40e                 |        | 8.636     |

### Coupe de France
| Date                    | Tour            | TV | Adversaire             | Niveau | Lieu   | Score | Buteurs du FCN | Affluence |
| ----------------------- | --------------- | -- | ---------------------- | ------ | ------ | ----- | -------------- | --------- |
| Dimanche 2 février 1975 | 1/32e de finale |    | Olympique de Marseille | D1     | Neutre | 0 - 4 | -              | 17.914    |

### Coupe UEFA
| Date                       | Tour                     | TV | Adversaire           | Niveau           | Lieu | Score      | Buteurs du FCN                          | Affluence |
| -------------------------- | ------------------------ | -- | -------------------- | ---------------- | ---- | ---------- | --------------------------------------- | --------- |
| Mercredi 18 septembre 1974 | 1/32e de finale - aller  |    | CWKS Legia Varsovie  | Ekstraklasa (D1) | Dom. | 2 - 2      | Ćmikiewicz 66e (csc), Michel 69e (pen.) | 15.000    |
| Mercredi 2 octobre 1974    | 1/32e de finale - retour |    | CWKS Legia Varsovie  | Ekstraklasa (D1) | Ext. | 1 - 0      | Rampillon 65e                           | 10.000    |
| Mercredi 23 octobre 1974   | 1/16e de finale - aller  |    | TJ Baník OKD Ostrava | I. Liga (D1)     | Dom. | 1 - 0      | Bossis 19e                              | 10.000    |
| Mercredi 6 novembre 1974   | 1/16e de finale - retour |    | TJ Baník OKD Ostrava | I. Liga (D1)     | Ext. | 0 - 2 a.p. | -                                       | 7.000     |

## Statistiques

### Statistiques collectives
| Compétition     | Débute au tour  | Termine         | Matches joués | Gagnés | Nuls | Perdus | Buts pour | Buts contre | Différence |
| --------------- | --------------- | --------------- | ------------- | ------ | ---- | ------ | --------- | ----------- | ---------- |
| Division 1      | -               | 5e              | 38            | 16     | 11   | 11     | 50        | 42          | +8         |
| Coupe de France | 1/32e de finale | 1/32e de finale | 1             | 0      | 0    | 1      | 0         | 4           | -4         |
| Coupe UEFA      | 1/32e de finale | 1/16e de finale | 4             | 2      | 1    | 1      | 4         | 4           | +0         |
| Total           | -               | -               | 43            | 18     | 12   | 13     | 54        | 50          | +4         |

## Affluences
L'affluence à domicile du FC Nantes atteint un total :
- de 261 448 spectateurs en 19 rencontres de Division 1, soit une moyenne de 13 760/match.
- de 25 000 spectateurs en 2 rencontres de Coupe UEFA, soit une moyenne de 12 500/match.
- de 286 448 spectateurs en 21 rencontres toutes compétitions confondues, soit une moyenne de 13 640/match.

Affluence du FC Nantes à domicile